# Seznam vojašnic Slovenske vojske
Seznam vojašnic Slovenske vojske vključuje tudi vojašnice, ki so bile opuščene.

## Seznam

### Velike
- Vojašnica Jerneja Molana (Cerklje ob Krki)
- Vojašnica Edvarda Peperka (Ljubljana)
- Vojašnica generala Maistra (Maribor)
- Vojašnica Ivana Cankarja (Raskovec)
- Vojašnica Kranj
- Vojašnica Novo mesto
- Vojašnica barona Andreja Čehovina (Postojna)
- Vojašnica Šentvid (Ljubljana)
- Kadetnica Maribor

### Majhne
- Vojašnica Franc Rozman Stane (Celje)
- Vojašnica Bohinjska Bela
- Vojašnica Janka Premrla - Vojka (Vipava)
- Vojašnica Murska Sobota
- Vojašnica Pivka
- Vojašnica Slovenska Bistrica
- Vojašnica Slovenski pomorščaki (Ankaran)
- Vojašnica Ajševica/Center za jezikoslovno usposabljanje Partnerstva za mir (Ajševica)
- Vojašnica Trdinov vrh

### Nekdanje
- Belgijska vojašnica, Ljubljana
- Vojašnica Kostanjevica na Krasu
- Domobranska vojašnica, Ljubljana
- Šentpeterska vojašnica, Ljubljana
- Topniška vojašnica, Ljubljana
- Topniška vojašnica, Maribor
- Vojašnica 4. julij (Ljubljana)
- Vojašnica Ajdovščina
- Vojašnica Bovec
- Vojašnica Bukovje
- Vojašnica Črnomelj
- Vojašnica Ilirska Bistrica
- Vojašnica Jedinščica (Novo mesto)
- Vojašnica Kozina
- Vojašnica Melje (Melje)
- Vojašnica Ptuj
- Vojašnica Radovljica
- Vojašnica Ribnica
- Vojašnica Spodnja Šiška (Ljubljana)
- Vojašnica Škofja Loka
- Vojašnica Tolmin
- Vojašnica Trnovo
- Vojašnica Velike Bloke
- Vojašnica Vojvode Mišiča (Ljubljana)
- Vojašnica 26. oktober (Vrhnika)

### Bodoče
- Vojašnica Apače (Kidričevo)